# Abdul Salaam El Razzac
Abdul Salaam El Razzac (Cleveland, 8 maggio 1944 – 25 dicembre 2018) è stato un attore statunitense.

## Biografia
Nato l'8 maggio 1944 a Cleveland in Ohio, attore e insegnante di recitazione, Abdul Salaam El Razzac si è laureato all'East Technical High a Cleveland nello stato dell'Ohio e successivamente ha frequentato l'Università del Minnesota e nella sua carriera ha recitato in teatro, televisione e in molti film di svariato genere come: Pretty Woman (1990), Terminator 2: Judgment Day (1991) e Malcolm X (1992). Era un membro fondatore della compagnia teatrale Penumbra Theatre con sede a Saint Paul nel Minnesota; ha insegnato recitazione anche presso il Saint Paul Learning Center e nella Saint Paul Central High School.

### Morte
Abdul Salaam El Razzac è morto il 25 dicembre 2018 per un attacco cardiaco.

## Filmografia parziale

### Cinema
- Glory - Uomini di gloria (Glory), regia di Edward Zwick (1989)
- Pretty Woman, regia di Garry Marshall (1990)
- Colpi proibiti (Death Warrant), regia di Deran Sarafian (1990)
- Terminator 2: Il giorno del giudizio (Terminator 2: Judgment Day), regia di James Cameron (1991)
- Malcolm X, regia di Spike Lee (1992)
- Un poliziotto sull'isola, regia di Michael Preece (1994)
- Perversioni femminili (Female Perversions), regia di Susan Streitfeld (1996)
- 8 Mile, regia di Curtis Hanson (2002)
- Conversazioni con Dio (Conversations with God), regia di Stephen Deutsch (2006)

## Doppiatori italiani
Nelle versioni in italiano delle opere in cui ha recitato, Clé Bennett è stato doppiato da:
- Alessandro Rossi in Pretty Woman
- Gianluca Tusco in Colpi proibiti
- Claudio Fattoretto in Terminator 2: Il giorno del giudizio
- Enzo Avolio in Perversioni femminili